# Herøy (Nordland)
Herøy ist eine norwegische Kommune in der Provinz (Fylke) Nordland. Sie hat 1888 Einwohner (Stand: 1. Januar 2025). Verwaltungssitz der Gemeinde ist der Ort Silvalen.
In Norwegen gibt es noch eine zweite Kommune mit gleichem Namen, nämlich Herøy im Fylke Møre og Romsdal.

## Geographie
Die Kommune verteilt sich über mehrere Inseln. Die Inseln Nord-Herøy, Sør-Herøy, Tenna, Øksningan, Seløy og Staulen sind durch Brücken miteinander verbunden und im Vergleich zu anderen Inseln der Kommune dichter besiedelt. Dünn besiedelt sind die Inseln Brasøy, Prestøy, Husvær und Sandvær. Mit der nördlich gelegenen Insel Dønna ist die Gemeinde durch eine Brücke verbunden. Die Kommune kann vom Festland nur über eine Fährverbindung (nach Herøy oder Dønna) erreicht werden. Fähren starten von den Orten Sandnessjøen und Søvik.
Die Inseln der Kommunen sind flach, die höchste Erhebung der Kommune ist der Vardøyfjellet mit einer Höhe von 118,9 moh.
Die Bewohner der Gemeinde werden „Herøyfjerding“ genannt. Offizielle Schriftsprache ist wie in vielen Kommunen in Nordland Bokmål, also die weiter verbreitete der beiden norwegischen Sprachformen.

## Geschichte
Die Kommune wurde im Jahr 1864 durch die Abtrennung von Alstahaug gegründet. Im Jahr 1917 wurde ein Teil der Insel Dønna in eine eigene Kommune namens Nordvik überführt. Im Jahr 1962 wurde auch das restliche Gebiet der Insel Dønna von Herøy abgetrennt, woraus die Gemeinde Dønna geschaffen wurde. Drei Jahre später wurden Teile der Gemeinde Alstahaug an Herøy abgegeben.
Ab den 1940er-Jahren begann die Einwohnerzahl zu sinken. Von 1950 bis 2010 halbierte sich die Anzahl der Bürger auf etwa 1600 Einwohner. Die sinkenden Zahlen wurden vor allem mit einem Mangel an Arbeitsplätzen und den Wegzug der jüngeren Generation begründet.

## Wirtschaft
Die Wirtschaft ist in vielen Bereichen auf die Fischerei und andere Arten der Meeresnutzung ausgelegt. In der Kommune befinden sich mehrere Fischzuchtanlagen. Die Landwirtschaft orientiert sich an Rinder- und Schafzucht, verliert aber an Bedeutung. Der Großteil der Bevölkerung (638 Arbeitnehmer) arbeitete im Jahr 2019 in der Kommune selbst, nur ein geringer Anteil war in den Nachbarkommunen wie Alstahaug (72 Arbeitnehmer) oder Dønna (12 Arbeitnehmer) beschäftigt.

## Sehenswürdigkeiten
In Silvalen befindet sich eine Abteilung des Helgeland Museum. Dort steht außerdem die Herøy kirke, eine Kirche im romanischen Stil, die etwa 1100 erbaut wurde.

## Wappen
Das Wappen wurde im Jahr 1987 offiziell anerkannt und zeigt drei goldene Ruderblätter.

## Söhne und Töchter
- Jørgen Sverdrup (1732–1810), Missionar in Grönland, Propst und Pastor